# 1933年のラジオ (日本)
1933年のラジオ (日本)では、1933年の日本のラジオ番組、その他ラジオ界の動向について記す。

## 主なその他ラジオ関連の出来事
- 6月26日 - 日本放送協会が大阪中央放送局と名古屋中央放送局で第二放送を開始。
- 7月13日 -  日本放送協会が福井で放送開始。
- 7月23日 - 日本放送協会が徳島で放送開始。
- 9月4日 - 日本放送協会が旭川で放送開始。
- 9月20日 - 日本放送協会が長崎で放送開始。

## 主な放送番組

### 開始番組

#### 1933年4月放送開始
東京中央放送局
- 15日 - 教師の時間

#### 1933年7月放送開始
東京中央放送局
- 30日 - 日曜礼拝[1]

#### 1933年9月放送開始
東京中央放送局第1放送
- 11日 - 家庭メモ[1]

#### 1933年10月放送開始
東京中央放送局第1放送
- 7日 - 時事解説[2]

#### 1930年11月放送開始
大阪中央放送局第1放送
- 25日 - モダン小咄[2]

#### 1933年12月放送開始
東京中央放送局
- 開始日不明 - 日曜勤行[1]

## 番組名改題
- 9月1日より
  - 『学校放送 幼児の時間』（『幼児の時間』から改題）